# Веренич-Стаховские

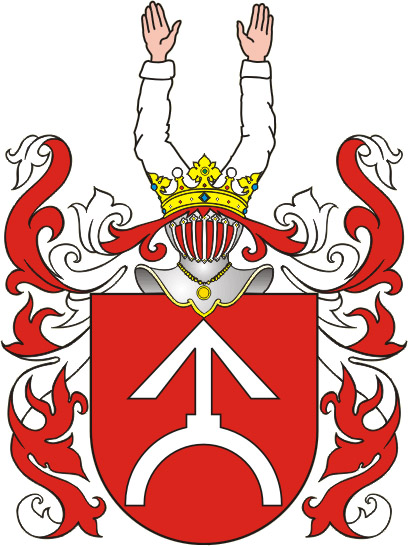
Описание герба Огоньчик: Огоньчик, Повала (Ogonczyk, Powala) — в красном поле половина летящей вверх серебряной стрелы (или якоря), воткнутой в половину кольца в виде радуги, золотого (иногда серебряного) цвета. Над короною воздеты к небу две женские по плечо руки.

Вере́нич-Стахо́вские (пол. Wereniczowie-Stachowscy, бел. Вярэнічы-Стахоўскія) — старинный белорусский дворянский род герба Огоньчик, известный с XV века на землях бывшего Турово-Пинского княжества. В утверждённом Минским Дворянским Депутатским собранием выводе шляхетства фамилии урождённых Веренич-Стаховских от 22 ноября 1802 года в качестве родоначальников двух ветвей рода указаны пинские бояре XV века Димитр и Семён Вереничи, владевшие землями в околицах сел Стахово и Дубой пинского повета Великого Княжества Литовского на основании привилея пинских князей из рода Олельковичей. В том же году род был записан в VI часть Родословной книги Минской губернии.

## Отыскание дворянских прав
Ещё в середине XVII века этот род разделился на несколько ветвей, употребляющих разные родовые прозвища  («придомки»): Гриневич-Стаховских, Зелевич-Стаховских (потомки Семёна Веренича), Пашкович-Стаховских, Гацевич-Стаховских и Десевич-Стаховских (потомки Дмитра Веренича) и просто Веренич.
После раздела Польши и вхождения территории Пинского повета в состав Российской империи различные представители рода Веренич-Стаховских, которые проживали в шляхетских околицах (засця́нках) Стахово, Дубой, Видибор, Плотница пинского (в настоящее время эти населённые пункты входят в состав Столинского района Брестской области) повета пытались утвердиться в российском дворянском достоинстве, ссылаясь на документы и привилеи, хранящиеся в архивах бывшего Княжества Литовского (в том числе и документы так называемой «Литовской Метрики»). Дело о дворянстве рода Веренич-Стаховских многократно рассматривались Минским и Житомирским Дворянскими Депутатскими собраниями (решения от 22 Ноября 1802, 31 октября 1832, 31 января 1846 и 28 августа 1862 годов.)
По решению Правительствующего Сената Российской империи от 30 мая 1866 года и на основании Высочайшего повеления, опубликованного 23 сентября 1864 года в «Собраниях узаконений и распоряжений правительства, издаваемые при Правительствующем Сенате». не утвердил род в правах российского дворянства, так как многие из документов, предоставленных на основании Жалованной грамоты Екатерины II дворянству от 1785 года, будучи 

 представленными в выписях из актовых книг Главного Литовского Трибунала и Ошмянского Земского Суда, подвергшиеся во время пожаров истреблению не могут служить за силою 7 пункта Высочайшего повеления 23 Сентября 1864 г. доказательством дворянского происхождения рода Вереничей-Стаховских… <Веренич-Стаховские> не исполнили условий согласно 2 пункта Высочайшего повеления 23-го Сентября 1864 года. Правительствующий Сенат определяет роду Вереничей-Стаховских в дворянском достоинстве отказать и вследствие сего постановления Минского Дворянского Депутатского Собрания, 22 Ноября 1802, 31 Октября 1832, 31 Января 1846 и 28 Августа 1862 года по сему делу состоявшиеся отменить; о чём Минскому Дворянскому Депутатскому Собранию, с возвращением подлинных документов дать знать указом.— РГИА ф. 1343, оп. 18, дело 1648.

## Исторические известия о роде, извлечённые из археографических актов[8]
- 1490 год — в решении Главного Литовского Трибунала от 1637 года упоминается о привилее кн. Марии Семёновны (в документе ошибочно указано Ярославовны) и её сына кн. Василия от 6998 года индикта восьмого (то есть 1490 года, княгиня Мария правила в Пинске до своей смерти в 1501 году. Её сын Василий умер в 1495 году бездетным), в котором подтверждается Волошину Вереничу и его братьям Павлу и Ходору данину (земельный надел) своей бабки в селе Тупчицы (ныне деревня в Лемешевичском сельсовете Пинского района Брестской области), которая ранее принадлежала Комарам. Согласно родословной, утверждённой Минской Дворянской Депутацией в 1802 году, Павел-Пашко является сыном Дмитрия и племянником Семёна Веренича.
- 26 апреля 1514 года пинский князь Фёдор Иванович Ярославич утверждает привилей, выданный дочерям Антона Дмитриевича Веренича в подтверждении их вотчинного права на земли, пожалованные их отцу в Стахово, Дубое и Тупчицах. Антон, судя по всему, является одним из сыновей родоначальника второй ветви (Дмитра Веренича), из содержания привелея следует, что в 1514 году его дочери были уже совершеннолетними. Оригинал привелея не сохранился[9].
- 1 мая 1528 года в Перепись Войска Литовского 1528 года, в отдельный список «пинской хоругви» внесён пинский боярин Верениш, который, за неимением подданных людей, «служил сам со своего имения»[10].
- 26 марта 1543 года — в актовые книги Пинского Гродского суда вносится решение по судебному делу об иске Пашки Павлова и его братьи Игнатия и Гаурила Вереничей против «земянина» Васька Лозича, который унаследовал по своей жене Ульяне Лукашевичевой Веренич её приданое — часть имений Дубой и Стахово. Из текста документа следует, что в 1543 году внуки Дмитрия (Пашко и Гаурил), а также правнук (Игнатий Гаврилович) были уже взрослыми людьями; Ульяна Лукьяновна (дочь Лукьяна Семёновича и внучка Семёна) умерла незадолго до этого, и третья часть дворища Веренич в Дубое и дворища Веренич вышла из состава владений рода Вереничей в Стахово, перейдя к Ваське Лозичу, за отсутствием наследников первой и второй очереди.
- 1554 год — в актовых материалах «Ревизии пущ и переходов звериных в бывшем Великом княжестве Литовском с присовокуплением грамот и привилеев на входы в пущи и на земли, составленная старостою мстибогским Григорием Богдановичем Валовичем» в числе прочих землевладельцев Пинского повета упомянуты Грынь Веренич с братом Павлом с имений своих стародавных военную службу служащих[11]. Как известно, Грынь — внук Семёна, а Павел или Пашко — внук Дмитрия. О самих Сёмене и Дмитрии — ни слова, хотя если бы они жили в это время, то были бы записаны они как старшие в своём роду или их сыновья, но не как не внуки.
- 1559 год — во время ревизии грамот и привилеев, хранящихся в Пинском городском замке, в числе «земян» Стаховских повторно упоминается Павел Веренич, на этот раз уже без Гриня. В описании земельных прав Стаховских землевладельцев указано, что «Павел Веренич не покладал листов <то есть не предъявил привилея или грамоты на право землевладения>, только давность на дворище у Стахова и другое дворище у Дубоя»[11][12]. Это историческое свидетельство дает основание полагать, что они владели своими дворищами и землями на основании вотчинного права, что, в свою очередь, означает, что феодальные права Вереничей на эти земли восходят ко времени правления в Пинске княгини Марии Семёновны и её сына Василия (то есть между 1475 и 1490 годами).
- 9 июля 1565 года — во втором войсковом реестре 1564 года содержится запись о том, что шляхтич Грынь Верюниш с пинского повета ставил на воинские нужды одного коня, и в качестве ратника выправлял на службу своего сына[13].
- весна-лето 1567 года — в третьем войсковом реестре 1567 года упоминается, что Грынь Веренич ставит со своего имения 1 коня[14].
- промежуток времени между 1579 и 1635 годами — главой рода Вереничей был сын Грыня, Андрей по прозвищу Лызун, что подтверждают документы пинских поборцев (сборщиков податей) и 6 полисных листов, выданных Андрею пинскими хорунжими[15].